# Helen Codere
Helen Frances Codere (* 10. September 1917 in Winnipeg, Kanada; † 5. Juni 2009 in  Concord, Massachusetts) war eine US-amerikanische Kulturanthropologin. Bekannt wurde sie durch ihre Arbeiten zum Stamm der Kwakiutl an der Küste von British Columbia in Kanada.

## Leben
Helen Codere wurde 1917 in Kanada geboren. 1919 zog die Familie in den US-Bundesstaat Minnesota und Codere wurde amerikanische Staatsbürgerin. Sie schloss 1939 die University of Minnesota mit einem Bachelor-Abschluss ab und promovierte bei Ruth Benedict an der Columbia University in Anthropologie.
Codere war Mitglied der American Ethnological Society und arbeitete von 1964 bis 1982 als ordentliche Professorin an der Brandeis University, wo sie von 1974 bis 1977 auch Dekanin der Graduate School war. Außerdem arbeitete sie am Vassar College, der University of British Columbia, der Northwestern University, dem Bennington College und der University of Pennsylvania.
1966 gab sie Franz Boas’ Werk Kwakiutl Ethnography heraus. Aufgrund ihres Interesses an den Kwakiutl und ihrer intensiven Forschungen zur Kultur der Kwakiutl-Stämme war sie von Boas dazu bestimmt worden. 1951 und 1954/55 war Codere zu Feldforschungsreisen in British Columbia und lebte mit den Indianern.
Codere war nie verheiratet, lebte aber mit ihrer Lebensgefährtin Marion Tait zusammen, die Altertumswissenschaftlerin und Dekanin am Vasser College war. Nach der Pensionierung lebte das Paar in Concord. Hier starb Codere 2009 im Alter von 91 Jahren. Ihr Land vermachte sie dem Vermont Land Trust und ihre Bücher hinterließ sie der Bibliothek des Fachbereichs Anthropologie der University of Vermont.

## Werk

### Kwakiutl
Coderes erstes bedeutendes Werk war Fighting with Property: Study of Kwakiutl Potlatching and Warfare, 1792–1930, das zugleich ihre Dissertation war. In dem Buch betonte Codere die friedlichen Aspekte der Indianer wie etwa ihre Geselligkeit und ihre Hilfsbereitschaft und trat dabei dem weit verbreiteten Vorurteil entgegen, die Indianer seien aggressiv. In Fighting with Property führt sie die Geschichte der Kwakiutl von 1792 bis 1930 anhand von historischem Material aus und dokumentierte die Veränderungen in der Gesellschaft in dieser Zeit. Dabei brachte sie das Potlatch-Fest, bei dem über Geschenke der soziale Rang ausgedrückt wird, mit dem Abflauen von Gewalt und Kämpfen in engen Zusammenhang. Die Kwakiutl kämpften nicht mehr mit Waffen, sondern mit ihrem Besitz mit dessen Verschenken sie sich soziales Prestige „erkämpften“. Ihr Buch war nicht nur ein bedeutender Beitrag zum Verständnis der Kultur, sondern auch eine der Pionierarbeiten auf dem Gebiet der historischen Anthropologie und während sich die meisten Anthropologen auf das Studium von Kulturen konzentrierten, fokussierte sich Codere auf den kulturellen Wandel.

### Ruanda
1959 begann sich Codere für die Tutsi und die Hutu in Ruanda zu interessieren. Auch hier ging es ihr vor allem um die Veränderungen während der Revolutionsjahre vor der Unabhängigkeit im Jahr 1962. Dafür zeichnete sie 48 Autobiografien von Männern und Frauen auf, darunter Hutu, Tutsi und Twa und untersuchte den sozialen Wandel mit einem besonderen Blick auf die Probleme und sozialen Spannungen. Codere sah Gesellschaften als komplexes adaptive Systeme, die ein Geflecht aus unterschiedlichsten Beziehungen bilden. Die Biografien zeigten die Komplexität des Kastensystems und zeigten die Funktionsweise der Beziehungen zwischen den Kasten und die Veränderungen dabei.

## Schriften
- Hg.: Franz Boas: Kwakiutl Ethnography. University of Chicago Press, Chicago 1966
- Fighting with Property: A Study of Kwakiutl Potlatching and Warfare, 1792–1930.  J. J. Augustin, New York 1950
- The Amiable Side of Kwakiutl Life: The Potlatch and the Play Potlatch. Bobbs-Merrill, Indianapolis 1956
- The biography of an African society, Rwanda, 1900–1960: based on forty-eight Rwandan autobiographies. Tervuren, 1973